# Sisanka
Sisanka (lat. Sison), maleni biljni rod jednogodišnjeg i dvogodišnjeg raslinja iz porodice štitarki. Rasprostranjen je od Srednje i Zapadne Europe do Mediterana, i na istok do Kavkaza.
Na popisu su tri priznate vrste, od kojih barem jedna raste i u  Hrvatskoj, po nekim izvorima dvije

## Vrste
1. Sison amomum L.; razgranjena sisanka
2. Sison exaltatum Boiss.
3. Sison segetum L.; možda i u Hrvatskoj